# Bright Stars FC
Der Bright Stars Football Club, auch bekannt als SOLTILO Bright Stars Football Club, ist ein ugandischer Fußballverein aus Kampala. Aktuell, Stand Oktober 2024, spielt der Verein in der ersten Liga, der Ugandan Super League.

## Geschichte
Der Verein wurde 1997 als Bright Stars Football Club gegründet. Am 17. September 2020 wurde der Verein in SOLTILO Bright Stars Football Club umbenannt.

## Stadion
Der Verein trägt seine Heimspiele im Kabaka Kyabaggu Sports Stadium in Wakiso im Distrikt Wakiso aus. Das Stadion hat ein Fassungsvermögen von 1500 Personen.

## Trainer
| Trainer               | Nation | von               | bis               |
| --------------------- | ------ | ----------------- | ----------------- |
| Charles Mbabazi       | Uganda | 1. Juli 2013      | 30. Juni 2014     |
| Paul Kiwanuka         | Uganda | 15. November 2019 | 30. Juni 2020     |
| Baker Mbowa           | Uganda | 16. August 2020   | 10. November 2021 |
| Joseph Harold Mutyaba | Uganda | 10. August 2023   |                   |